# Алексеевское (Туношенское сельское поселение)
Алексеевское — деревня в Ярославском районе Ярославской области. Входит в состав Туношенского сельского поселения.

## География
Находится в восточной части Ярославской области на расстоянии приблизительно 18 км на юго-восток по прямой от станции Ярославль.

## История
В 1859 году здесь (деревня Ярославского уезда Ярославской губернии) было учтено 11 дворов, в 1898 — 14.

## Население
Численность населения: 85 человек (1859 год), 40 (русские 97 %) в 2002 году, 44 в 2010.